# Златни глобус за најбољу ТВ серију (драма)
Златни глобус за најбољу ТВ серију (драма) (енгл. Golden Globe Award for Best Television Series – Drama) једна је од награда Златни глобус коју од 1962. додељује Холивудско удружење страних новинара (енгл. Hollywood Foreign Press Association).

### 1990-е
| Година | Добитници и номиновани                                                                                 |
| ------ | --- |
| 1990.  | Твин Пикс                                                                                              |
| 1990.  | Кинеска плажа · У врелини ноћи · Закон у Лос Анђелесу · Тридесет и нека                                |
| 1991.  | Живот на северу                                                                                        |
| 1991.  | Беверли Хилс, 90210 · Одлетећу · Закон у Лос Анђелесу · Ред и закон                                    |
| 1992.  | Живот на северу                                                                                        |
| 1992.  | Беверли Хилс, 90210 · Цивилни фронт · Одлетећу · Сестре                                                |
| 1993.  | Њујоршки плавци                                                                                        |
| 1993.  | Др Квин, жена врач · Ред и закон · Живот на северу · Дрвене ограде · Пустловине младог Индијане Џоунса |
| 1994.  | Досије икс                                                                                             |
| 1994.  | Болница Чикаго · Ургентни центар · Њујоршки плавци · Дрвене ограде                                     |
| 1995.  | За истим столом                                                                                        |
| 1995.  | Болница Чикаго · Ургентни центар · Убиство првог степена · Њујоршки плавци                             |
| 1996.  | Досије икс                                                                                             |
| 1996.  | Болница Чикаго · Ургентни центар · Њујоршки плавци · За истим столом                                   |
| 1997.  | Досије икс                                                                                             |
| 1997.  | Болница Чикаго · Ургентни центар · Ред и закон · Њујоршки плавци                                       |
| 1998.  | Адвокатура                                                                                             |
| 1998.  | Ургентни центар · Фелисти · Ред и закон · Досије икс                                                   |
| 1999.  | Породица Сопрано                                                                                       |
| 1999.  | Ургентни центар · Живот изнова · Адвокатура · Западно крило                                            |

### 2000-е
| Година | Добитници и номиновани                                                     |
| ------ | -------------------------------------------------------------------------- |
| 2000.  | Западно крило                                                              |
| 2000.  | Место злочина: Лас Вегас · Ургентни центар · Адвокатура · Породица Сопрано |
| 2001.  | Два метра под земљом                                                       |
| 2001.  | 24 · Алијас · Место злочина: Лас Вегас · Породица Сопрано · Западно крило  |
| 2002.  | Прљава значка                                                              |
| 2002.  | 24 · Два метра под земљом · Породица Сопрано · Западно крило               |
| 2003.  | 24                                                                         |
| 2003.  | Место злочина: Лас Вегас · Режи ме · Два метра под земљом · Западно крило  |
| 2004.  | Режи ме                                                                    |
| 2004.  | 24 · Дедвуд · Изгубљени · Породица Сопрано                                 |
| 2005.  | Изгубљени                                                                  |
| 2005.  | Председница · Увод у анатомију · Бекство из затвора · Рим                  |
| 2006.  | Увод у анатомију                                                           |
| 2006.  | 24 · Велика љубав · Хероји · Изгубљени                                     |
| 2007.  | Људи са Менхетна                                                           |
| 2007.  | Велика љубав · Опасна игра · Увод у анатомију · Доктор Хаус · Тјудори      |
| 2008.  | Људи са Менхетна                                                           |
| 2008.  | Декстер · Доктор Хаус · На терапији · Права крв                            |
| 2009.  | Људи са Менхетна                                                           |
| 2009.  | Велика љубав · Декстер · Доктор Хаус · Права крв                           |

### 2010-е
| Година | Добитници и номиновани                                             |
| ------ | ------------------------------------------------------------------ |
| 2010.  | Царство порока                                                     |
| 2010.  | Декстер · Добра жена · Људи са Менхетна · Окружен мртвима          |
| 2011.  | Домовина                                                           |
| 2011.  | Америчка хорор прича · Царство порока · Газда · Игра престола      |
| 2012.  | Домовина                                                           |
| 2012.  | Царство порока · Чиста хемија · Даунтонска опатија · Редакција     |
| 2013.  | Чиста хемија                                                       |
| 2013.  | Даунтонска опатија · Добра жена · Кућа од карата · Доктори за секс |
| 2014.  | Афера                                                              |
| 2014.  | Даунтонска опатија · Игра престола · Добра жена · Кућа од карата   |
| 2015.  | Господин Робот                                                     |
| 2015.  | Империја · Игра престола · Наркос · Туђинка                        |
| 2016.  | Круна                                                              |
| 2016.  | Игра престола · Чудније ствари · Ово смо ми · Западни свет         |
| 2017.  | Слушкињина прича                                                   |
| 2017.  | Игра престола · Чудније ствари · Ово смо ми · Круна                |
| 2018.  | Американци                                                         |
| 2018.  | Телохранитељ · Повратак кући · Убити Ив · Поза                     |
| 2019.  | Наследници                                                         |
| 2019.  | Невине лажи · Круна · Убити Ив · Јутарњи шоу                       |

### 2020-е
| Година | Добитници и номиновани                                                              |
| ------ | ----------------------------------------------------------------------------------- |
| 2020.  | Круна                                                                               |
| 2020.  | Лавкрафтова земља · Мандалоријанац · Озарк · Рачед                                  |
| 2021.  | Наследници                                                                          |
| 2021.  | Лупин · Јутарњи шоу · Поза · Игра лигње                                             |
| 2022.  | Кућа змаја                                                                          |
| 2022.  | Боље позовите Сола · Круна · Озарк · Отпремнина                                     |
| 2023.  | Наследници                                                                          |
| 2023.  | 1923 · Круна · Дипломаткиња · The Last of Us · Јутарњи шоу                          |
| 2024.  | Шогун                                                                               |
| 2024.  | Операција Шакал · Дипломаткиња · Господин и госпођа Смит · Slow Horses · Игра лигње |